# Yevgeniy Tishchenko
Pour les articles homonymes, voir Tichtchenko.
Evgeny Tishchenko (en russe : Евгений Андреевич Тищенко, Evgueni Andreïevitch Tichtchenko) est un boxeur russe né le 15 juillet 1991 à Kanevskaya.

## Carrière
Champion du monde à Doha en 2015 dans la catégorie des poids lourds, sa carrière amateur est également marquée par un titre européen à Samokov la même année et une médaille d'argent aux mondiaux d'Almaty en 2013. 
Le 15 août 2016, bien que dominé dans les trois reprises, il devient champion olympique aux Jeux olympiques de Rio dans la catégorie des -91 kg, dans un match très controversé entaché de soupçons de corruption,,.

## Palmarès

### Jeux olympiques d'été
- Médaille d'or en -91 kg en 2016 à Rio de Janeiro, Brésil

### Championnats du monde de boxe amateur
- Médaille d'or en -91 kg en 2015 à Doha, Qatar
- Médaille d'argent en -91 kg en 2013 à Almaty, Kazakhstan

### Championnats d'Europe de boxe amateur
- Médaille d'or en -91 kg en 2017 à Kharkiv, Ukraine
- Médaille d'or en -91 kg en 2015 à Samokov, Bulgarie